# Diospyros tero
Diospyros tero är en tvåhjärtbladig växtart som beskrevs av B. Walln. Diospyros tero ingår i släktet Diospyros och familjen Ebenaceae. Inga underarter finns listade i Catalogue of Life.